# Deuxième district congressionnel du Michigan
Le 2e district congressionnel du Michigan est un district situé dans l'ouest du Michigan. Le 2e district actuel contient une grande partie de l'ancien 4e district congressionnel du Michigan et comprend la totalité des comtés de Barry, Clare, Gladwin, Gratiot, Ionia, Isabella, Lake, Manistee, Mason, Mecosta, Montcalm, Newaygo, Oceana et Osceola, ainsi que parties des comtés d'Eaton, de Kent, de Midland, de Muskegon, d'Ottawa et de Wexford. Le Républicain John Moolenaar, qui représentait auparavant l'ancien 4e district, a été réélu pour représenter le nouveau 2e en 2022,

## Géographie
| #   | Comté    | Siège        | Population |
| --- | -------- | ------------ | ---------- |
| 15  | Barry    | Hastings     | 63 808     |
| 35  | Clare    | Harrison     | 31 316     |
| 45  | Eaton    | Charlotte    | 108 820    |
| 51  | Gladwin  | Gladwin      | 25 583     |
| 57  | Gratiot  | Ithaca       | 41 368     |
| 67  | Ionia    | Ionia        | 66 262     |
| 73  | Isabella | Mt. Pleasant | 64 118     |
| 81  | Kent     | Grand Rapids | 661 354    |
| 85  | Lake     | Baldwin      | 12 734     |
| 101 | Manistee | Manistee     | 25 562     |
| 105 | Mason    | Ludington    | 29 159     |
| 107 | Mecosta  | Big Rapids   | 41 099     |
| 111 | Midland  | Midland      | 84 039     |
| 117 | Montcalm | Stanton      | 68 154     |
| 121 | Muskegon | Muskegon     | 176 564    |
| 123 | Newaygo  | White Cloud  | 51 108     |
| 127 | Oceana   | Hart         | 26 981     |
| 133 | Osceola  | Reed City    | 23 330     |
| 139 | Ottawa   | Grand Haven  | 303 372    |
| 165 | Wexford  | Cadillac     | 34 122     |

### Villes, township, villages et CDP de 10 000 habitants ou plus
- Mt. Pleasant – 21 688
- Muskegon Township – 17 596
- Caledonia Township – 15 811
- Ionia – 13 378
- Algoma Township – 12 055
- Union Charter Township – 11 699
- Egelston Township – 11 128
  - Wolf Lake – 5034
- Cadillac – 10 371

### Villes de 2500 à 10 000 habitants
- Alma – 9 488
- Dalton Township – 9427
- Sparta Township – 9395
  - Sparta (village) – 4244
- Thornapple Township – 9331
  - Middleville – 4295
- Courtland Township – 9005
- Greenville – 8816
- Ludington – 7655
- Big Rapids – 7727
- Hastings – 7514
- St. Louis – 7010
- Solon Township – 6496
- Bloomer Township – 6352
- Lowell Township – 6276
- Manistee – 6259
- Oakfield Township – 6107
- Boston Township – 6021
- Belding – 5938
- Fruitland Township – 5793
- Reynolds Township – 5431
- Tyrone Township – 5021
- Nelson Township – 4895
- Vergennes Township – 4741
- Hayes Township – 4642
- Fremont – 4516
- Chippewa Township (Comté d'Isabella) – 4446
- Morton Township – 4426
  - Canadian Lakes (en partie) – 3202
- Eureka Township – 4211
- Spencer Township – 4163
- Lowell – 4142
- Shelby Township – 4109
- North Muskegon – 4093
- Manistee Township – 4022
- Ionia Township – 3961
- Odessa Township – 3918
- Big Rapids Township – 3917
- Portland Township – 3881
- Grattan Township – 3809
- Portland – 3796
- Irving Township – 3734
- Hamlin Township – 3711
- Brooks Township – 3705
- Surrey Township – 3635
- Cedar Springs – 3627
- Haring Township – 3556
- Lyons Township – 3513
- Barry Township – 3417
- Montcalm Township – 3394
- Croton Township – 3368
- Pierson Township – 3363
- Grant Township – 3360
- Castleton Township – 3329
- Grant Township (Comté de Newaygo) – 3298
- Bowne Township – 3289
- Deerfield Township – 3257
- Clare – 3254
- Green Charter Township – 3219
- Cedar Creek Township (Comté de Muskegon) – 3192
- Hope Township – 3154
- Sherman Township (Comté d'Isabella) – 3127
- Gladwin – 3069
- Easton Township – 3058
- Coe Township – 3032
- Hastings Charter Township – 3013
- Grant Township (Comté d'Oceana) – 3002
- Danby Township – 2953
- Evergreen Township – 2941
- Whitehall – 2909
- Cato Township – 2898
- Ithaca – 2853
- Casnovia Township – 2793
- Ashland Township – 2764
- Mecosta Township – 2744
- Home Township (Comté de Montcalm) – 2716
- Orleans Township – 2664
- Richland Township – 2646
- Amber Township – 2629
- Crystal Township (Comté de Montcalm) – 2619
- Ensley Township – 2603
- Holton Township – 2586
- Sidney Township – 2538
- Sheridan Charter Township – 2518

## Histoire
Le 2e district  congressionnel est associé à la région riveraine du centre-nord du lac Michigan depuis le redécoupage de 1992. Il y a eu quelques changements, mais cela couvre toujours en général le même domaine.
Avant le redécoupage de 1992, le 2e district couvrait la moitié nord aux deux tiers de Livonia, le village de Northville, la partie du Comté de Wayne de la ville de Northville, Plymouth et le village de Plymouth, tous dans le Comté de Wayne. Il couvrait également la majeure partie du Comté de Washtenaw, dans le Michigan, mais pas Ann Arbor ou Ypsilanti. Le seul comté entièrement dans le district était le Comté de Hillsdale. La majeure partie du Comté de Jackson se trouvait dans le district, mais certains des villages du niveau nord de ce comté se trouvaient dans le 6e district du Congrès du Michigan. Environ la moitié du comté de Lenawee se trouvait dans le district, et la partie extrême nord-est du Comté de Branch se trouvait également dans le district.
En 1992, ce district est devenu essentiellement le 7e district, tandis que le 2e a été redessiné pour englober une grande partie du territoire de l'ancien 9e district.

## Historique de vote
Ce tableau indique comment le district a voté aux élections présidentielles américaines ; les résultats des élections reflètent le vote dans la circonscription telle qu'elle était configurée au moment de l'élection, et non telle qu'elle est configurée aujourd'hui.
| Année | Poste     | Résultats              |
| ----- | --------- | ---------------------- |
| 1992  | Président | Bush 45,0 % – 34,0 %   |
| 1996  | Président | Dole 50,0 % – 41,0 %   |
| 2000  | Président | Bush 59,0 % – 38,0 %   |
| 2004  | Président | Bush 60,0 % – 39,0 %   |
| 2008  | Président | McCain 51,0 % – 48,0 % |
| 2012  | Président | Romney 56,0 % – 43,0 % |
| 2016  | Président | Trump 56,0 % – 38,0 %  |
| 2020  | Président | Trump 55,0 % – 43,0 %  |

Ce tableau indique comment le district a voté lors des récentes élections à l'échelle de l'État ; les résultats des élections reflètent le vote dans la circonscription telle qu'elle est actuellement configurée, pas nécessairement telle qu'elle était au moment de ces élections.
| Année | Poste             | Résultats                |
| ----- | ----------------- | ------------------------ |
| 2018  | Sénat             | James 58,1 % – 49,3 %    |
| 2018  | Gouverneur        | Schuette 56,1 % – 40,3 % |
| 2018  | Procureur Général | Leonard 59,3 % – 34,3 %  |
| 2020  | Sénat             | James 63,2 % – 34,8 %    |

## Liste des Représentants du district
| Membre                          | Parti       | Années                          | Congrès     | Histoire électorale |
| ------------------------------- | ----------- | ------------------------------- | ----------- | --- |
| District établit le 4 mars 1843 |             |                                 |             | |
| Lucius Lyon (en)                | Démocrate   | 4 mars 1843 - 3 mars 1845       | 28e         | Élu en 1843. Retrait. |
| John Smith Chipman (en)         | Démocrate   | 4 mars 1845 - 3 mars 1847       | 29e         | Élu en 1844. Retrait. |
| Edward Bradley (en)             | Démocrate   | 4 mars 1847 - 5 août 1847       | 30e         | Élu en 1846. Décès. |
| Vacant                          | Vacant      | 5 août 1847 - 6 décembre 1847   | 30e         | |
| Charles E. Stuart (en)          | Démocrate   | 6 décembre 1847 - 3 mars 1849   | 30e         | Élu pour terminer le mandat de Bradley. Perd sa réélection. |
| William Sprague (en)            | Whig        | 4 mars 1849 - 3 mars 1851       | 31e         | Élu en 1848. Retrait. |
| Charles E. Stuart (en)          | Démocrate   | 4 mars 1851 - 3 mars 1853       | 32e         | Élu en 1850. Retrait pour se présenter comme Sénateur des États-Unis. |
| David A. Noble (en)             | Démocrate   | 4 mars 1853 - 3 mars 1855       | 33e         | Élu en 1852. Perd sa réélection. |
| Henry Waldron (en)              | Républicain | 4 mars 1855 - 3 mars 1861       | 34e - 36e   | Élu en 1854. Réélu en 1856. Réélu en 1858. Retrait. |
| Fernando C. Beaman (en)         | Républicain | 4 mars 1861 - 3 mars 1863       | 37e         | Élu en 1860. Redécoupage vers le 1er district. |
| Charles Upson (en)              | Républicain | 4 mars 1863 - 3 mars 1869       | 38e - 40e   | Élu en 1862. Réélu en 1864. Réélu en 1866. Retrait. |
| William L. Stoughton (en)       | Républicain | 4 mars 1869 - 3 mars 1873       | 41e, 42e    | Élu en 1868. Réélu en 1870. Retrait. |
| Henry Waldron (en)              | Républicain | 4 mars 1873 - 3 mars 1877       | 43e, 44e    | Redécoupage depuis le 1er district et réélu en 1872. Réélu en 1874. Retrait. |
| Edwin Willits (en)              | Républicain | 4 mars 1877 - 3 mars 1883       | 45e - 47e   | Élu en 1876. Réélu en 1878. Réélu en 1880. Retrait. |
| Nathaniel B. Eldredge (en)      | Démocrate   | 4 mars 1883 - 3 mars 1887       | 48e, 49e    | Élu en 1882. Réélu en 1884. Retrait. |
| Edward P. Allen (en)            | Républicain | 4 mars 1887 - 3 mars 1891       | 50e, 51e    | Élu en 1886. Réélu en 1888. Perd sa réélection. |
| James S. Gorman (en)            | Démocrate   | 4 mars 1891 - 3 mars 1895       | 52e, 53e    | Élu en 1890. Réélu en 1892. Retrait. |
| George Spalding (en)            | Républicain | 4 mars 1895 - 3 mars 1899       | 54e, 55e    | Élu en 1894. Réélu en 1896. Perd sa renomination. |
| Henry C. Smith (en)             | Républicain | 4 mars 1899 - 3 mars 1903       | 56e, 57e    | Élu en 1898. Réélu en 1900. Perd sa renomination. |
| Charles E. Townsend (en)        | Républicain | 4 mars 1903 - 3 mars 1911       | 58e - 61e   | Élu en 1902. Réélu en 1904. Réélu en 1906. Réélu en 1908. Retrait pour se présenter comme Sénateur des États-Unis.                                                                           |
| William Wedemeyer (en)          | Républicain | 4 mars 1911 - 2 janvier 1913    | 62e         | Élu en 1910. Perd sa réélection et décède avant le début du mandat suivant. |
| Vacant                          | Vacant      | 2 janvier 1913 - 3 mars 1913    | 62e         | |
| Samuel Beakes (en)              | Démocrate   | 4 mars 1913 - 3 mars 1917       | 63e, 64e    | Élu en 1912. Réélu en 1914. Perd sa réélection. |
| Mark R. Bacon (en)              | Républicain | 4 mars 1917 - 13 décembre 1917  | 65e         | Élu en 1916. Perd la contestation de son élection. |
| Samuel Beakes (en)              | Démocrate   | 13 décembre 1917 - 3 mars 1919  | 65e         | Remporte la contestation de son élection. Perd sa réélection. |
| Earl C. Michener (en)           | Républicain | 4 mars 1919 - 3 mars 1933       | 66e - 72e   | Élu en 1918. Réélu en 1920. Réélu en 1922. Réélu en 1924. Réélu en 1926. Réélu en 1928. Réélu en 1930. Perd sa réélection.                                                                   |
| John C. Lehr (en)               | Démocrate   | 4 mars 1933 - 3 janvier 1935    | 73e         | Élu en 1932. Perd sa réélection. |
| Earl C. Michener (en)           | Républicain | 3 janvier 1935 - 3 janvier 1951 | 74e - 81e   | Élu en 1934. Réélu en 1936. Réélu en 1938. Réélu en 1940. Réélu en 1942. Réélu en 1944. Réélu en 1946. Réélu en 1948. Retrait.                                                               |
| George Meader (en)              | Républicain | 3 janvier 1951 - 3 janvier 1965 | 82e - 88e   | Élu en 1950. Réélu en 1952. Réélu en 1954. Réélu en 1956. Réélu en 1958. Réélu en 1960. Réélu en 1962. Perd sa réélection.                                                                   |
| Weston E. Vivian (en)           | Démocrate   | 3 janvier 1965 - 3 janvier 1967 | 89e         | Élu en 1964. Perd sa réélection. |
| Marvin L. Esch (en)             | Républicain | 3 janvier 1967 - 3 janvier 1977 | 90e - 94e   | Élu en 1966. Réélu en 1968. Réélu en 1970. Réélu en 1972. Réélu en 1974. Retrait pour se présenter comme Sénateur des États-Unis.                                                            |
| Carl Pursell (en)               | Républicain | 3 janvier 1977 - 3 janvier 1993 | 95e - 102e  | Élu en 1976. Réélu en 1978. Réélu en 1980. Réélu en 1982. Réélu en 1984. Réélu en 1986. Réélu en 1988. Réélu en 1990. Retrait.                                                               |
| Pete Hoekstra                   | Républicain | 3 janvier 1993 - 3 janvier 2011 | 103e - 111e | Élu en 1992. Réélu en 1994. Réélu en 1996. Réélu en 1998. Réélu en 2000. Réélu en 2002. Réélu en 2004. Réélu en 2006. Réélu en 2008. Retrait pour se présenter comme Gouverneur du Michigan. |
| Bill Huizenga                   | Républicain | 3 janvier 2011 - 3 janvier 2023 | 112e - 117e | Élu en 2010. Réélu en 2012. Réélu en 2014. Réélu en 2016. Réélu en 2018. Réélu en 2020. Redécoupage vers le 4e district.                                                                     |
| John Moolenaar                  | Républicain | 3 janvier 2023 - Présent        | 118e        | Redécoupage depuis le 4e district et réélu en 2022, |

## Résultats des récentes élections
Voici les résultats des dix précédents cycles électoraux dans le district

## Frontières historiques du district

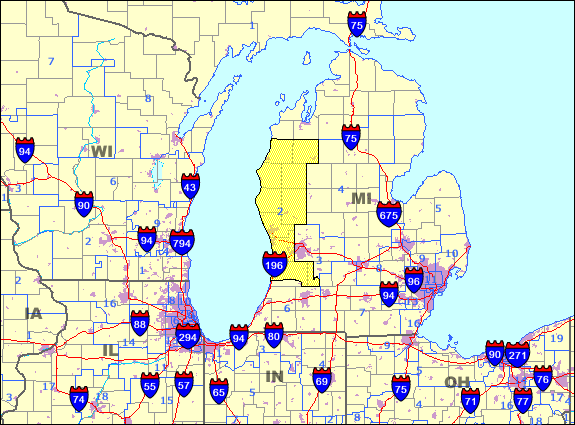
1993 - 2003

2003 - 2013

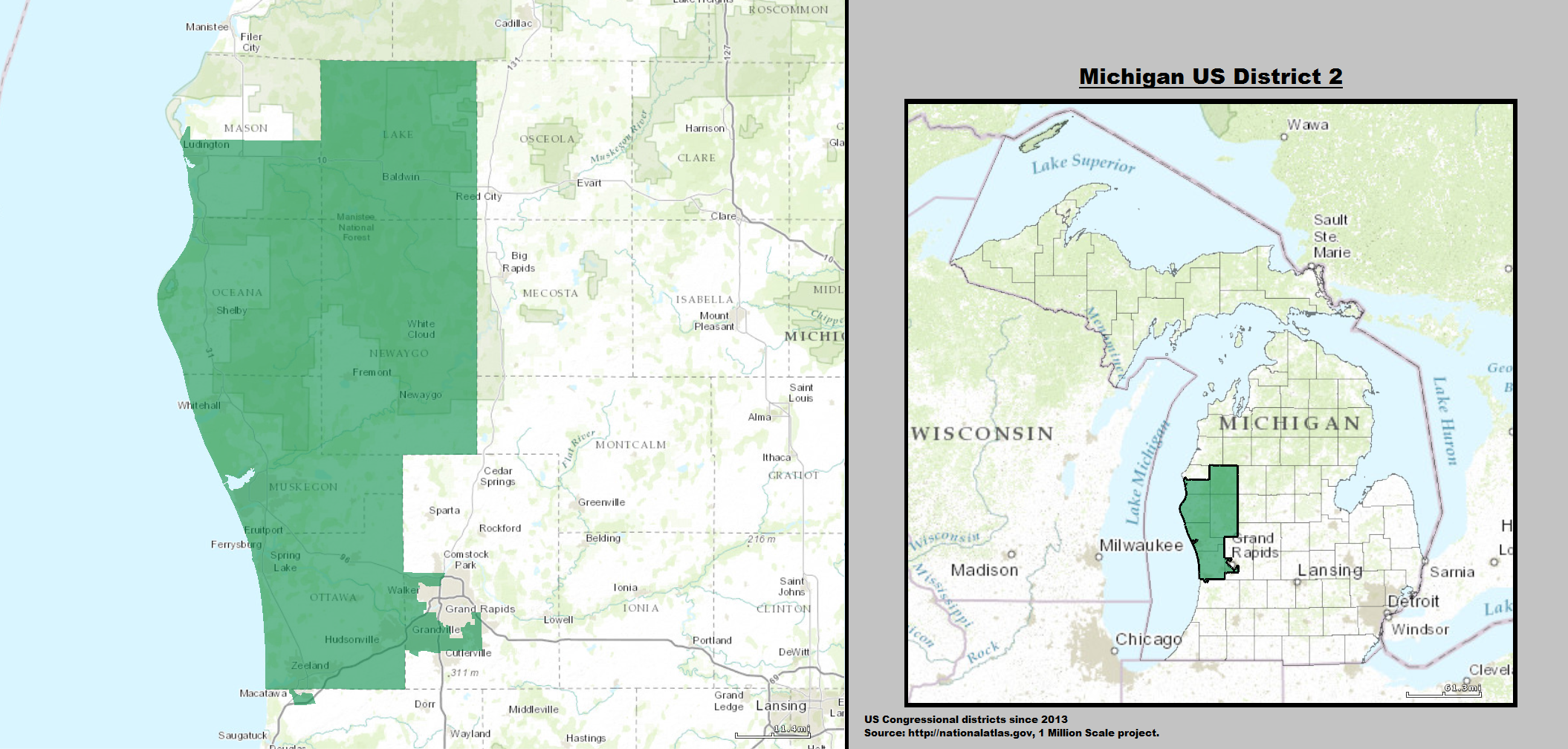
2013 - 2023

### 2004
| Élection de 2004 du 2e district congressionnel du Michigan | Élection de 2004 du 2e district congressionnel du Michigan | Élection de 2004 du 2e district congressionnel du Michigan | Élection de 2004 du 2e district congressionnel du Michigan | Élection de 2004 du 2e district congressionnel du Michigan |
| ---------------------------------------------------------- | ---------------------------------------------------------- | ---------------------------------------------------------- | ---------------------------------------------------------- | ---------------------------------------------------------- |
| Parti                                                      | Parti                                                      | Candidat                                                   | Votes                                                      | %                                                          |
|                                                            | Républicain                                                | Peter Hoekstra (sortant)                                   | 225 343                                                    | 69,34                                                      |
|                                                            | Démocrate                                                  | Simon Kotos                                                | 94 040                                                     | 28,93                                                      |
|                                                            | Libertarien                                                | Steve VanTil                                               | 2 876                                                      | 0,88                                                       |
|                                                            | US Taxpayers                                               | Ronald E. Graeser                                          | 2 746                                                      | 0,84                                                       |
| Total des votes                                            | Total des votes                                            | Total des votes                                            | 325 005                                                    | 100 %                                                      |
|                                                            | Les Républicains conservent                                |                                                            |                                                            |                                                            |

### 2006
| Élection de 2006 du 2e district congressionnel du Michigan | Élection de 2006 du 2e district congressionnel du Michigan | Élection de 2006 du 2e district congressionnel du Michigan | Élection de 2006 du 2e district congressionnel du Michigan | Élection de 2006 du 2e district congressionnel du Michigan |
| ---------------------------------------------------------- | ---------------------------------------------------------- | ---------------------------------------------------------- | ---------------------------------------------------------- | ---------------------------------------------------------- |
| Parti                                                      | Parti                                                      | Candidat                                                   | Votes                                                      | %                                                          |
|                                                            | Républicain                                                | Peter Hoekstra (sortant)                                   | 183 006                                                    | 66,45                                                      |
|                                                            | Démocrate                                                  | Simon Kotos                                                | 86 950                                                     | 31,57                                                      |
|                                                            | US Taxpayers                                               | Ronald E. Graeser                                          | 2 720                                                      | 0,99                                                       |
|                                                            | Libertarien                                                | Steve VanTil                                               | 2 718                                                      | 0,99                                                       |
| Total des votes                                            | Total des votes                                            | Total des votes                                            | 275 394                                                    | 100 %                                                      |
|                                                            | Les Républicains conservent                                |                                                            |                                                            |                                                            |

### 2008
| Élection de 2008 du 2e district congressionnel du Michigan | Élection de 2008 du 2e district congressionnel du Michigan | Élection de 2008 du 2e district congressionnel du Michigan | Élection de 2008 du 2e district congressionnel du Michigan | Élection de 2008 du 2e district congressionnel du Michigan |
| ---------------------------------------------------------- | ---------------------------------------------------------- | ---------------------------------------------------------- | ---------------------------------------------------------- | ---------------------------------------------------------- |
| Parti                                                      | Parti                                                      | Candidat                                                   | Votes                                                      | %                                                          |
|                                                            | Républicain                                                | Peter Hoekstra (sortant)                                   | 214 100                                                    | 62,36                                                      |
|                                                            | Démocrate                                                  | Fred Johnson                                               | 119 506                                                    | 34,81                                                      |
|                                                            | Libertarien                                                | Dan Johnson                                                | 5 496                                                      | 1,60                                                       |
|                                                            | US Taxpayers                                               | Ronald E. Graeser                                          | 4 200                                                      | 1,22                                                       |
|                                                            | Write-In                                                   | William Bailey                                             | 7                                                          | 0,00                                                       |
| Total des votes                                            | Total des votes                                            | Total des votes                                            | 343 309                                                    | 100 %                                                      |
|                                                            | Les Républicains conservent                                |                                                            |                                                            |                                                            |

### 2010
| Élection de 2010 du 2e district congressionnel du Michigan | Élection de 2010 du 2e district congressionnel du Michigan | Élection de 2010 du 2e district congressionnel du Michigan | Élection de 2010 du 2e district congressionnel du Michigan | Élection de 2010 du 2e district congressionnel du Michigan |
| ---------------------------------------------------------- | ---------------------------------------------------------- | ---------------------------------------------------------- | ---------------------------------------------------------- | ---------------------------------------------------------- |
| Parti                                                      | Parti                                                      | Candidat                                                   | Votes                                                      | %                                                          |
|                                                            | Républicain                                                | Bill Huizenga (sortant)                                    | 148 864                                                    | 65,27                                                      |
|                                                            | Démocrate                                                  | Fred Johnson                                               | 72 118                                                     | 31,62                                                      |
|                                                            | Libertarien                                                | Joseph Gillotte                                            | 2 701                                                      | 1,18                                                       |
|                                                            | US Taxpayers                                               | Ronald E. Graeser                                          | 2 379                                                      | 1,04                                                       |
|                                                            | Vert                                                       | Lloyd Clarke                                               | 2 016                                                      | 0,88                                                       |
| Total des votes                                            | Total des votes                                            | Total des votes                                            | 228 078                                                    | 100 %                                                      |
|                                                            | Les Républicains conservent                                |                                                            |                                                            |                                                            |

### 2012
| Élection de 2012 du 2e district congressionnel du Michigan | Élection de 2012 du 2e district congressionnel du Michigan | Élection de 2012 du 2e district congressionnel du Michigan | Élection de 2012 du 2e district congressionnel du Michigan | Élection de 2012 du 2e district congressionnel du Michigan |
| ---------------------------------------------------------- | ---------------------------------------------------------- | ---------------------------------------------------------- | ---------------------------------------------------------- | ---------------------------------------------------------- |
| Parti                                                      | Parti                                                      | Candidat                                                   | Votes                                                      | %                                                          |
|                                                            | Républicain                                                | Bill Huizenga (sortant)                                    | 194 653                                                    | 61,2                                                       |
|                                                            | Démocrate                                                  | Willie German Jr.                                          | 108 973                                                    | 34,2                                                       |
|                                                            | Libertarien                                                | Mary Buzuma                                                | 8 750                                                      | 2,6                                                        |
|                                                            | Constitution                                               | Ronald Graeser                                             | 3 176                                                      | 1,1                                                        |
|                                                            | Vert                                                       | William Opalicky                                           | 2 715                                                      | 0,9                                                        |
|                                                            | Write-In                                                   | William Bailey                                             | 7                                                          | 0,00                                                       |
| Total des votes                                            | Total des votes                                            | Total des votes                                            | 318 267                                                    | 100%                                                       |
|                                                            | Les Républicains conservent                                |                                                            |                                                            |                                                            |

### 2014
| Élection de 2014 du 2e district congressionnel du Michigan | Élection de 2014 du 2e district congressionnel du Michigan | Élection de 2014 du 2e district congressionnel du Michigan | Élection de 2014 du 2e district congressionnel du Michigan | Élection de 2014 du 2e district congressionnel du Michigan |
| ---------------------------------------------------------- | ---------------------------------------------------------- | ---------------------------------------------------------- | ---------------------------------------------------------- | ---------------------------------------------------------- |
| Parti                                                      | Parti                                                      | Candidat                                                   | Votes                                                      | %                                                          |
|                                                            | Républicain                                                | Bill Huizenga (sortant)                                    | 135 568                                                    | 63,6                                                       |
|                                                            | Démocrate                                                  | Dean Vanderstelt                                           | 70 851                                                     | 33,3                                                       |
|                                                            | Libertarien                                                | Ronald Welmch II                                           | 3 877                                                      | 1,8                                                        |
|                                                            | US Taxpayers                                               | Ronald Graeser                                             | 2 776                                                      | 1,3                                                        |
| Total des votes                                            | Total des votes                                            | Total des votes                                            | 213 072                                                    | 100 %                                                      |
|                                                            | Les Républicains conservent                                |                                                            |                                                            |                                                            |

### 2016
| Élection de 2016 du 2e district congressionnel du Michigan | Élection de 2016 du 2e district congressionnel du Michigan | Élection de 2016 du 2e district congressionnel du Michigan | Élection de 2016 du 2e district congressionnel du Michigan | Élection de 2016 du 2e district congressionnel du Michigan |
| ---------------------------------------------------------- | ---------------------------------------------------------- | ---------------------------------------------------------- | ---------------------------------------------------------- | ---------------------------------------------------------- |
| Parti                                                      | Parti                                                      | Candidat                                                   | Votes                                                      | %                                                          |
|                                                            | Républicain                                                | Bill Huizenga (sortant)                                    | 212 508                                                    | 62,6                                                       |
|                                                            | Démocrate                                                  | Dennis Murphy                                              | 110 391                                                    | 32,5                                                       |
|                                                            | Libertarien                                                | Erwin Haas                                                 | 8 154                                                      | 2,4                                                        |
|                                                            | Vert                                                       | Matthew A. Brady                                           | 5 353                                                      | 1,6                                                        |
|                                                            | Constitution                                               | Ronald Graeser                                             | 2 904                                                      | 0,9                                                        |
|                                                            | Indépendant                                                | Joshua Arnold (write-in)                                   | 18                                                         | 0,0                                                        |
| Total des votes                                            | Total des votes                                            | Total des votes                                            | 339 328                                                    | 100 %                                                      |
|                                                            | Les Républicains conservent                                |                                                            |                                                            |                                                            |

### 2018
| Élection de 2018 du 2e district congressionnel du Michigan | Élection de 2018 du 2e district congressionnel du Michigan | Élection de 2018 du 2e district congressionnel du Michigan | Élection de 2018 du 2e district congressionnel du Michigan | Élection de 2018 du 2e district congressionnel du Michigan |
| ---------------------------------------------------------- | ---------------------------------------------------------- | ---------------------------------------------------------- | ---------------------------------------------------------- | ---------------------------------------------------------- |
| Parti                                                      | Parti                                                      | Candidat                                                   | Votes                                                      | %                                                          |
|                                                            | Républicain                                                | Bill Huizenga (sortant)                                    | 168 970                                                    | 55,3                                                       |
|                                                            | Démocrate                                                  | Rob Davidson                                               | 131 254                                                    | 43,0                                                       |
|                                                            | Constitution                                               | Ronald Graeser                                             | 5 239                                                      | 1,7                                                        |
| Total des votes                                            | Total des votes                                            | Total des votes                                            | 305 463                                                    | 100 %                                                      |
|                                                            | Les Républicains conservent                                |                                                            |                                                            |                                                            |

### 2020
| Élection de 2020 du 2e district congressionnel du Michigan | Élection de 2020 du 2e district congressionnel du Michigan | Élection de 2020 du 2e district congressionnel du Michigan | Élection de 2020 du 2e district congressionnel du Michigan | Élection de 2020 du 2e district congressionnel du Michigan |
| ---------------------------------------------------------- | ---------------------------------------------------------- | ---------------------------------------------------------- | ---------------------------------------------------------- | ---------------------------------------------------------- |
| Parti                                                      | Parti                                                      | Candidat                                                   | Votes                                                      | %                                                          |
|                                                            | Républicain                                                | Bill Huizenga (sortant)                                    | 238 711                                                    | 59,2                                                       |
|                                                            | Démocrate                                                  | Bryan Berghoef                                             | 154 122                                                    | 38,2                                                       |
|                                                            | Libertarien                                                | Max Riekse                                                 | 5 292                                                      | 1,3                                                        |
|                                                            | Vert                                                       | Jean-Michel Crevière                                       | 2 646                                                      | 0,7                                                        |
|                                                            | Constitution                                               | Gerald Van Sickle                                          | 2 476                                                      | 0,6                                                        |
| Total des votes                                            | Total des votes                                            | Total des votes                                            | 403 247                                                    | 100 %                                                      |
|                                                            | Les Républicains conservent                                |                                                            |                                                            |                                                            |

### 2022
| Primaire Républicaine de 2022 du 2e district congressionnel du Michigan | Primaire Républicaine de 2022 du 2e district congressionnel du Michigan | Primaire Républicaine de 2022 du 2e district congressionnel du Michigan | Primaire Républicaine de 2022 du 2e district congressionnel du Michigan | Primaire Républicaine de 2022 du 2e district congressionnel du Michigan |
| ----------------------------------------------------------------------- | ----------------------------------------------------------------------- | ----------------------------------------------------------------------- | ----------------------------------------------------------------------- | ----------------------------------------------------------------------- |
| Parti                                                                   | Parti                                                                   | Candidat                                                                | Votes                                                                   | %                                                                       |
|                                                                         | Républicain                                                             | John Moolenaar (sortant)                                                | 77 394                                                                  | 65,2                                                                    |
|                                                                         | Républicain                                                             | Thomas Norton                                                           | 41 273                                                                  | 34,8                                                                    |

| Primaire Démocrate de 2022 du 2e district congressionnel du Michigan | Primaire Démocrate de 2022 du 2e district congressionnel du Michigan | Primaire Démocrate de 2022 du 2e district congressionnel du Michigan | Primaire Démocrate de 2022 du 2e district congressionnel du Michigan | Primaire Démocrate de 2022 du 2e district congressionnel du Michigan |
| -------------------------------------------------------------------- | -------------------------------------------------------------------- | -------------------------------------------------------------------- | -------------------------------------------------------------------- | -------------------------------------------------------------------- |
| Parti                                                                | Parti                                                                | Candidat                                                             | Votes                                                                | %                                                                    |
|                                                                      | Démocrate                                                            | Jerry Hilliard                                                       | 40 952                                                               | 100 %                                                                |

| Élection de 2022 du 2e district congressionnel du Michigan | Élection de 2022 du 2e district congressionnel du Michigan | Élection de 2022 du 2e district congressionnel du Michigan | Élection de 2022 du 2e district congressionnel du Michigan | Élection de 2022 du 2e district congressionnel du Michigan |
| ---------------------------------------------------------- | ---------------------------------------------------------- | ---------------------------------------------------------- | ---------------------------------------------------------- | ---------------------------------------------------------- |
| Parti                                                      | Parti                                                      | Candidat                                                   | Votes                                                      | %                                                          |
|                                                            | Républicain                                                | John Moolenaar (sortant)                                   | 212 222                                                    | 63,7                                                       |
|                                                            | Démocrate                                                  | Jerry Hilliard                                             | 116 452                                                    | 34,3                                                       |
|                                                            | Libertarien                                                | Nathan Hewer                                               | 6847                                                       | 2,0                                                        |
| Total des votes                                            | Total des votes                                            | Total des votes                                            | 339 521                                                    | 100 %                                                      |
|                                                            | Les Républicains conservent                                |                                                            |                                                            |                                                            |

### 2024
| Primaire Républicaine de 2022 du 2e district congressionnel du Michigan | Primaire Républicaine de 2022 du 2e district congressionnel du Michigan | Primaire Républicaine de 2022 du 2e district congressionnel du Michigan | Primaire Républicaine de 2022 du 2e district congressionnel du Michigan | Primaire Républicaine de 2022 du 2e district congressionnel du Michigan |
| ----------------------------------------------------------------------- | ----------------------------------------------------------------------- | ----------------------------------------------------------------------- | ----------------------------------------------------------------------- | ----------------------------------------------------------------------- |
| Parti                                                                   | Parti                                                                   | Candidat                                                                | Votes                                                                   | %                                                                       |
|                                                                         | Républicain                                                             | John Moolenaar (sortant)                                                | 94 937                                                                  | 100%                                                                    |

| Primaire Démocrate de 2022 du 2e district congressionnel du Michigan | Primaire Démocrate de 2022 du 2e district congressionnel du Michigan | Primaire Démocrate de 2022 du 2e district congressionnel du Michigan | Primaire Démocrate de 2022 du 2e district congressionnel du Michigan | Primaire Démocrate de 2022 du 2e district congressionnel du Michigan |
| -------------------------------------------------------------------- | -------------------------------------------------------------------- | -------------------------------------------------------------------- | -------------------------------------------------------------------- | -------------------------------------------------------------------- |
| Parti                                                                | Parti                                                                | Candidat                                                             | Votes                                                                | %                                                                    |
|                                                                      | Démocrate                                                            | Michael Lynch                                                        | 39 503                                                               | 100 %                                                                |

| Élection de 2022 du 2e district congressionnel du Michigan | Élection de 2022 du 2e district congressionnel du Michigan | Élection de 2022 du 2e district congressionnel du Michigan | Élection de 2022 du 2e district congressionnel du Michigan | Élection de 2022 du 2e district congressionnel du Michigan |
| ---------------------------------------------------------- | ---------------------------------------------------------- | ---------------------------------------------------------- | ---------------------------------------------------------- | ---------------------------------------------------------- |
| Parti                                                      | Parti                                                      | Candidat                                                   | Votes                                                      | %                                                          |
|                                                            | Républicain                                                | John Moolenaar (sortant)                                   | 279 167                                                    | 65,1                                                       |
|                                                            | Démocrate                                                  | Michael Lynch                                              | 135 824                                                    | 31,7                                                       |
|                                                            | Libertarien                                                | Ben Dejong                                                 | 7037                                                       | 1,6                                                        |
|                                                            | Indépendant                                                | Scott Adams                                                | 6522                                                       | 1,55                                                       |
| Total des votes                                            | Total des votes                                            | Total des votes                                            | 428 550                                                    | 100 %                                                      |
|                                                            | Les Républicains conservent                                |                                                            |                                                            |                                                            |